# Microctenopoma ocellifer
Microctenopoma ocellifer är en fiskart som först beskrevs av Nichols 1928.  Microctenopoma ocellifer ingår i släktet Microctenopoma och familjen Anabantidae. IUCN kategoriserar arten globalt som livskraftig. Inga underarter finns listade i Catalogue of Life.